# Vărzarii de Jos, Bihor
Vărzarii de Jos (în maghiară Alsófüves) este o localitate componentă a orașului Vașcău din județul Bihor, Crișana, România.

## Istoric
Cea mai veche atestare certă a localității Vașcău este cea din Conscrierea porților „Liber regius”, întocmită în 1552 de fiscul regal, unde Vașcăul apare menționat sub numele Nagykohó („furnalul mare”). Totodată sunt menționate localitățile Vărzarii de Sus și Vărzarii de Jos, împreună cu alte două localități, dispărute ulterior. 

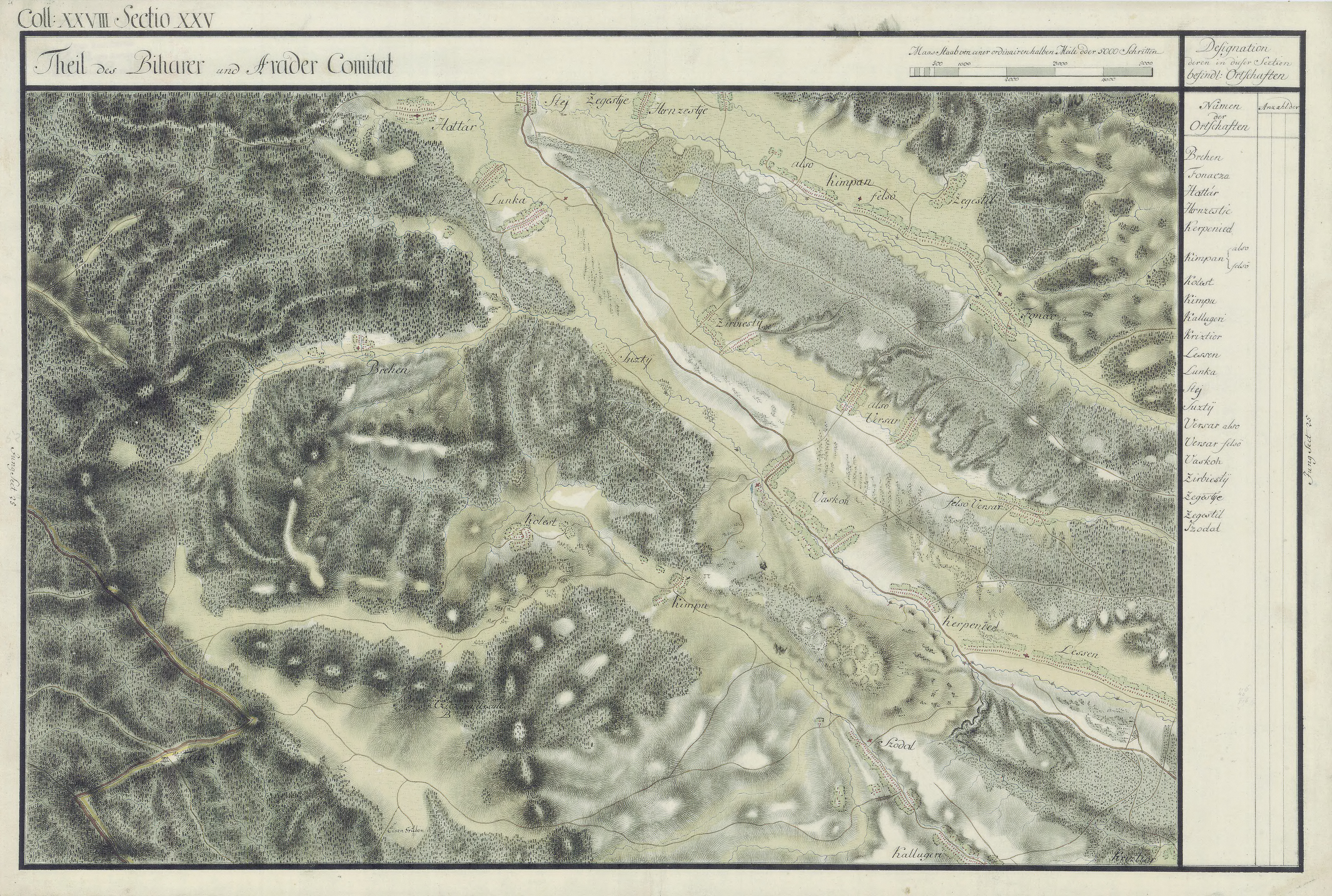
Vărzarii de Jos în Harta Iozefină a Comitatului Bihor, 1782-85

Începând cu sec. al XVIII-lea, respectiv anul 1851, numele orașului va ilustra principala bogăție și ocupația de bază a locuitorilor, prelucrarea metalelor: Vaskoh. Numele este forma contrasă a cuvântului vaskohó: vas „fier” și kohó „cuptor de topit” (din germană, kochen „a fierbe”).
Tehnica prelucrării fierului au adus-o meșteri originari din Germania și Franța, dar i-au adăugat rosturi adaptate nevoilor curente. Astfel, la Vașcău sunt amintite cele mai vechi cuptoare de prelucrare a fierului și fauri pricepuți în producția de pluguri, seceri, coase și alte unelte agricole. Vestiți erau făurarii din Vărzarii de Jos, care au inventat și un „sigiliu” format dintr-o combinație de linii, puncte și steluțe. Sigiliul îl imprimau pe fiecare unealtă produsă de ei. 
De la localitatea Vărzarii de Jos derivă numele unor cizme speciale purtate în valea Crișului Negru numite "cizme vărzărănești".  Aceste erau făcute din piele de capră având culoare neagră și erau ornamentate cu fir brodat la mașină. Cizmele se purtau numai în zi de sărbătoare, la anumite ocazii sau la târg.